# Segelfluggelände Johannisau

i7
i11
i13
Das Segelfluggelände Johannisau liegt in der Kreisstadt Fulda in Hessen, etwa 2 km südwestlich des Zentrums von Fulda.

## Flugbetrieb
Das Segelfluggelände ist mit einer 450 m langen und 30 m breiten Start- und Landebahn aus Gras (Richtung 05/23) und einer 500 m langen und 30 m breiten Start- und Landebahn aus Gras (Richtung 07/25) ausgestattet. Es besitzt eine Betriebszulassung für Segelflugzeuge, nichtselbststartende Motorsegler, selbststartende Motorsegler des Platzhalters und aerodynamisch gesteuerte Luftsportgeräte. Starts und Landungen von vereinsfremden Luftfahrzeugen bedürfen einer Außenstart- und -landegenehmigung der hessischen Landesluftfahrtbehörde. Als Startarten sind Eigenstart, Flugzeugschleppstart und Windenstart zugelassen. Der Halter und Betreiber des Segelfluggeländes ist der Aero-Club Rhön e. V. Fulda.

## Geschichte
Der Aero-Club Rhön e. V. Fulda wurde 1951 gegründet. Das Segelfluggelände Johannisau wurde 1955 in Betrieb genommen.